# Гаджиев, Магомедрасул Магомедович
Магомедрасул Магомедович Гаджиев (род. 2 ноября 1984 года, Буйнакск) — российский спортсмен, выступающий в джиу-джитсу и грэпплинге, тренер. Бронзовый призёр чемпионата мира по джиу-джитсу 2021. Серебряный призёр чемпионата Европы по грэпплингу 2015. Многократный победитель и призёр чемпионатов России по джиу-джитсу и грэпплингу. Мастер спорта России международного класса по джиу-джитсу.

## Биография
Родился 2 ноября 1984 года в городе Буйнакск Дагестанской АССР.
Воспитанник спортивного клуба «DCC» (Dagestan Combat Club, ныне — «Агат»).
Мастер спорта России по грэпплингу (2015) и джиу-джитсу (2020). Мастер спорта России международного класса по джиу-джитсу (2022).
Член сборной России по джиу-джитсу.
Несколько лет работал тренером в составе клуба «Агат», ныне — самостоятельно. Является представителем международного клуба по джиу-джитсу Checkmat в Дагестане. Главный тренер сборной Дагестана по джиу-джитсу и вице-президент федерации джиу-джитсу Дагестана.
Также является общественным деятелем, основателем волонтёрского движения «Сподвижники добра».

## Достижения
- Бронзовый призёр Кубка мира по боевому самбо (2011)[8]
- Бронзовый призёр чемпионата России по грэпплингу (2012)[9]
- Серебряный призёр чемпионата России по грэпплингу (2015)[10]
- Серебряный призёр чемпионата Европы по грэпплингу (2015)[11]
- Бронзовый призёр чемпионата России по грэпплингу (2016)[12]
- Серебряный призёр чемпионата Европы по грэпплингу (2018)[13]
- Чемпион России по джиу-джитсу (не-ваза) (2018)[14]
- Чемпион мира по джиу-джитсу ACB JJ (мастер 1, категория до 80 кг) (2021)
- Бронзовый призёр чемпионата мира по джиу-джитсу (2021)[15]
- Бронзовый призёр чемпионата России по джиу-джитсу (2022)[16]
- Чемпион AJP Abu Dhabi International Jiu-Jitsu Championship (но-ги, чёрный пояс, профессионалы до 77 кг) (2023)